# Adoncholaimus crassicaudus
Adoncholaimus crassicaudus is een rondwormensoort uit de familie van de Oncholaimidae. De wetenschappelijke naam van de soort is voor het eerst geldig gepubliceerd in 1953 door Wieser.